# Unité urbaine de Langon
L'unité urbaine de Langon est une unité urbaine française centrée sur la ville de Langon, une des sous-préfectures du département de la Gironde.

## Données globales
En 2010, selon l'Insee, l'unité urbaine de Langon est composée de six communes, toutes situées dans l'arrondissement de Langon, subdivision administrative du département de la Gironde.
L'unité urbaine de Langon représente le pôle urbain de l'aire urbaine de Langon.

## Délimitation de l'unité urbaine de 2010
Liste des communes appartenant à l'unité urbaine de Langon selon la nouvelle délimitation de 2010 et sa population municipale en 2009.
| Nom                     | Code Insee | Statut | Superficie (km2) | Population (dernière pop. légale) | Densité (hab./km2) |
| ----------------------- | ---------- | ------ | ---------------- | --------------------------------- | ------------------ |
| Fargues                 | 33164      |        | 15,41            | 1 634 (2022)                      | 106                |
| Langon                  | 33227      |        | 13,71            | 7 523 (2022)                      | 549                |
| Saint-Loubert           | 33432      |        | 2,11             | 230 (2022)                        | 109                |
| Saint-Pardon-de-Conques | 33457      |        | 6,68             | 639 (2022)                        | 96                 |
| Saint-Pierre-de-Mons    | 33465      |        | 9,27             | 1 218 (2022)                      | 131                |
| Toulenne                | 33533      |        | 6,58             | 2 860 (2022)                      | 435                |

## Évolution démographique
L'évolution démographique ci-dessous concerne l'unité urbaine de Langon délimitée selon le périmètre de 2010.
| 1968  | 1975  | 1982  | 1990   | 1999   | 2010   | 2012   | 2016   | 2018   |
| ----- | ----- | ----- | ------ | ------ | ------ | ------ | ------ | ------ |
| 8 013 | 8 612 | 9 718 | 10 129 | 10 711 | 13 379 | 13 355 | 13 537 | 13 787 |

| 2020   | 2022   | - | - | - | - | - | - | - |
| ------ | ------ | - | - | - | - | - | - | - |
| 13 879 | 14 104 | - | - | - | - | - | - | - |

### Articles externes
- L'unité urbaine de Langon sur le splaf Gironde
- Composition communale de l'unité urbaine de Langon selon le nouveau zonage de 2010
- Données statistiques de l'INSEE sur l'unité urbaine de Langon en 2009 (document pdf)